# Thor: Ragnarok
Thor: Ragnarok es una película de superhéroes estadounidense de 2017 basada en el personaje de Marvel Comics Thor, producida por Marvel Studios y distribuida por Walt Disney Studios Motion Pictures. Es la secuela de Thor (2011) y Thor: The Dark World (2013), y la decimoséptima película en el Universo cinematográfico de Marvel (UCM). La película es dirigida por Taika Waititi a partir de un guion de Eric Pearson y los guionistas Craig Kyle y Christopher L. Yost, y es protagonizada por Chris Hemsworth, Tom Hiddleston, Cate Blanchett, Idris Elba, Jeff Goldblum, Tessa Thompson, Karl Urban, Mark Ruffalo y Anthony Hopkins. En Thor: Ragnarok, Thor debe escapar del planeta alienígena Sakaar a tiempo para salvar Asgard de Hela y prevenir el inminente Ragnarök.
Una tercera película de Thor fue confirmada en enero de 2014, con Kyle y Jost comenzando a trabajar en el guion. La participación de Hemsworth y Hiddleston se anunció ese mismo octubre. Waititi se unió a la película como director un año después, después de que el director de Thor: The Dark World Alan Taylor optara por no regresar. Ruffalo se sumó al reparto repitiendo el papel de Hulk de películas del UCM anteriores, lo que permitió que se adaptaran elementos de la línea argumental del cómic de 2006 "Planeta Hulk" para Ragnarok. El resto del reparto, incluida Blanchett como Hela, fue confirmado en mayo de 2016, con la participación de Pearson revelada al principio del rodaje ese julio. El rodaje se llevó a cabo en Brisbane y Sídney, Australia, con la película haciendo uso exclusivo de los Village Roadshow Studios en Oxenford, concluyendo en octubre de 2016.
Thor: Ragnarok tuvo su premier en Los Ángeles el 10 de octubre de 2017, y se estrenó en los Estados Unidos el 3 de noviembre, en 3D, IMAX y IMAX 3D. La película fue un éxito crítico, recibiendo elogios por su actuación, la dirección de Waititi, la acción, la duración, la banda sonora y el humor, con varios críticos considerándola la mejor de la trilogía de Thor. Recaudó $854 millones, convirtiéndose en la película más taquillera de la trilogía y la novena más recaudadora de 2017. Una secuela, Thor: Love and Thunder se estrenó el 8 de julio de 2022.

## Argumento
Dos años después de la batalla de Sokovia,, Thor ha sido capturado por misteriosas fuerzas enemigas. Se dirige hacia un esqueleto que comparte su jaula por haber estado buscando las Gemas del Infinito, pero sin haber encontrado nada. Él dice que algunas veces debes ser capturado para obtener una respuesta directa de alguien. Ese alguien resulta ser Surtur. Thor logra liberarse de la jaula, y llega al mundo de Surtur, en el cual este último se burla de él con el conocimiento de que Odín ya no está más en Asgard y que la ausencia de Thor lo deja vulnerable. Él le anuncia que el Ragnarök (el fin de Asgard) estaba cerca y que vendrá por su mano, y no hay nada que Thor pueda hacer para detenerlo, aunque tontamente le confiesa que su corona es la fuente de sus poderes. Thor toma la señal para llamar a su poderoso martillo, para romper sus restricciones y luchar contra los secuaces de Surtur antes de tomar su corona como trofeo. Cuando intenta regresar a Asgard, Heimdall no responde. Su reemplazo Skurge nota únicamente la llamada de Thor cuando una de las mujeres que intenta impresionar lo señala.
Regresando a Asgard, Skurge le dice a Thor que Heimdall ha sido declarado un enemigo del estado y está huyendo. Thor no se impresiona y se va a buscar a Odín. Sorprendentemente, lo encuentra viendo una obra de teatro sobre la valerosa muerte de Loki con diferentes actores interpretado a Loki, Thor, Odín, Jane Foster, Hogun, Volstagg, Fandral y Sif, siendo mimado por las mujeres. Thor sospecha entonces que ese que parece ser Odín es en realidad Loki, así que lo obliga a abandonar esa farsa y obliga a Skurge a que los teletransporte a él y a Loki a la Tierra para buscar a Odín. Llegan al lugar donde supuestamente Loki abandonó a Odín, un asilo de ancianos, pero como el tiempo pasa más rápido en la Tierra que en Asgard el asilo estaba en proceso de demolición. Entonces unas fanes piden tomarse una foto con Thor y una de ellas se lamenta de que a Thor lo dejara Jane Foster, pero Thor menciona que en realidad fue una ruptura mutua. En ese momento, aparece un agujero de espacio tiempo de color amarillo que se lleva a Loki. Aparece en su lugar una tarjeta con una extraña dirección: el Sanctum Sanctorum donde él se encuentra con el Doctor Stephen Strange, quien le insiste en saber por qué Loki y Thor están en la tierra y si se irán o no cuando terminen. Thor le menciona que están ahí para encontrar a su padre Odín y que una vez hecho, se irán inmediatamente. Strange accede a ayudarlos y revela que sabe en donde esta Odín y los vuelve a teletransportar, esta vez a Noruega.
Una vez allí ambos se encuentran con Odín y confiesa que desde hace tiempo se liberó del hechizo de Loki, sin embargo, les confiesa que su tiempo se acaba y que con su muerte su magia también desaparecerá. También les advierte que lo que esta a punto de decirles a ambos es importante, porque tienen una hermana llamada Hela, a quien no conocen y que Odín hace mucho tiempo la desterró con un hechizo, porque esta no tenía límites en su ambición. Poco después de esta confesión, Odín termina muriendo y desvaneciéndose en el firmamento. Después de que ocurre esto, Hela hace acto de presencia y aunque al principio Thor y Loki la subestiman, Hela demuestra ser mucho más poderosa que sus hermanos y se volverá más fuerte cuando ella regrese a Asgard. Rápidamente el mismo Thor trata de atacarla con su Mjolnir, pero infortunadamente para el dios asgardiano del trueno, la misma Hela atrapa sin problemas el Mjolnir en el aire con una mano derecha y posteriormente lo destruye en mil pedazos con suma facilidad con su propia mano. Por otro lado y preso del pánico, Loki pide que activen el Bifrost para escapar, sin embargo durante su transporte, Hela los intercepta y los lanza a ambos fuera del rayo, cayendo en extrañas dimensiones. Con Thor y Loki fuera de su camino, Hela torna sus ojos hacia Asgard, llegando por la vía del Bifrost, dónde están Volstagg y Fandral. Volstagg exige su identidad e intenta detenerla, pero Hela lo mata de inmediato. Fandral la ataca, pero también es asesinado rápidamente. Hela entonces recluta a Skurge a su lado. Hogun lidera al ejército Asgardiano para detener a Hela, pero Hela los mata a todos y acuchilla brutalmente a Hogun, quien fue el último en caer. Ella toma el trono y destruye el mural de su padre en la parte de arriba, revelando el original detrás del mismo. De hecho, es revelado que ella fue siempre el arma más poderosa de Odín, que combatieron juntos durante milenios. Fue así como se construyó el poderoso imperio asgardiano y solo cuando su ambición sobrepasara a la de él, la desterró. Posteriormente Hela irrumpe en el cuarto de trofeos, declarando que el Guantelete del Infinito que estaba ahí es falso, luego ve el Cofre de los Antiguos Inviernos como un objeto débil, después observa la corona de Surtur y declara que es más pequeña de lo ella imaginaba, luego se muestra un poco interesada en el Teseracto indicando que el objeto no esta tan mal y llega a la Llama Eterna de Asgard y usa su poder para aplastar el suelo hacia el mausoleo que está debajo, reviviendo a todos los soldados asgardianos caídos y a su mascota el Lobo Fenris. Sin embargo, Heimdall se escabulle dentro del cuarto del Bifrost y se roba la espada, dejando inoperativo el mismo, antes de organizar una resistencia contra ella.
Mientras tanto, Thor se estrella en un planeta alienígena llamado Sakaar, cubierto de basura electrónica y restos de naves espaciales en donde hay distintos portales a otros lugares en todo el cielo, donde la basura y los desechos de otros mundos caen a la superficie. De pronto, una extraña mujer, bajo los efectos del alcohol, aparece y termina lanzando un pequeño disco al cuello de Thor el cual emite fuertes descargas eléctricas que son controladas por un mando en poder de esa extraña mujer. El mecanismo termina dejando a Thor inconsciente. Es entonces cuando la mujer lo lleva con el supremo gobernante del planeta, Gran Maestro quien busca utilizarlo como gladiador en los juegos por pura diversión. Sin embargo, debido a los inusuales efectos relativistas de cómo llegaron allí, Loki había estado allí hace semanas, ganando el favor del Gran Maestro. El Gran Maestro le paga a la mujer por Thor, y Thor llega a un trato para ser libre: deberá derrotar al "campeón" del Gran Maestro. Thor es lanzado al cuarto de los gladiadores donde conoce a Korg, un luchador de la resistencia de Korg y su amigo Miek. Mientras están en cuarto, Korg afirma que nadie ha podido escapar o derrotar a este campeón. Thor está preparado para pelear contra ese hombre, teniendo su pelo cortado por alguien extrañamente familiar (Stan Lee) y eligiendo sus armas. Thor nuevamente vuelve a encontrarse con esa extraña mujer y en un descuido, observa que tiene un tatuaje distintivo: el de una Valquiria asgardiana. Cuando no simpatiza con la difícil situación de su hogar, la llama cobarde antes de verse obligado a salir y luchar.
Cuando Thor entra a la arena de combate y se prepara para enfrentar al campeón, descubre que este gladiador resulta ser nada más y nada menos que Hulk. Thor, lleno de alegría de ver a su antiguo compañero, trata de hablarle y negociar con él, pero comete el error de llamarlo "Banner". Él incluso usa la técnica de Natasha Romanoff para calmarlo, pero esta falla y en su lugar lo estrella 6 veces contra el suelo, de la misma forma que lo hizo con Loki la última vez, causando que Loki se emocione por el efecto Deja vu de la escena. Durante el enfrentamiento, Hulk empieza a sobrepasar a Thor y se prepara para acabarlo, sin embargo Thor tiene una visión de su padre causando que sus poderes surjan (pues pensaba que sus poderes emanaban del martillo y realmente no es así). Debido a sus poderes, Thor comienza a ganar terreno en el combate, pero el Gran Maestro, quien no quiere ver a Hulk perder y siendo el favorito de los fanáticos, manipula la pelea a propósito activando el disco en el cuello de Thor, causando que Hulk aproveche esa oportunidad para derrotarlo. En Asgard, Hela nombra ejecutor a Skurge y planea iniciar su conquista, pero descubre que la espada que da acceso al Bifrost no está y Hela, ahora incapaz de iniciar su conquista de todos los reinos al estar inhabilitado el cuarto del Bifrost, envía nuevos soldados para cazar esta resistencia y recuperar la espada. Horas más tarde, Thor despierta en un cuarto lujoso con Hulk, quien se niega a regresar a la Tierra porque cree que allí lo odian y rehúsa irse. Entonces, en medio de una confusión, la Valquiria vuelve a hacer acto de presencia y resulta que es amiga de Hulk. Thor logra contactar con Heimdall y Heimdall le informa la situación de Asgard y el plan de conquista de Hela, por lo que le recomienda que escape. Thor trama una treta para engañar a Valquiria y arrebatarle el dispositivo de control, sacarse el disco del cuello y ser libre de nuevo. Posteriormente, Thor intenta llegar al Quinjet que Hulk trajo a Sakaar, pero Hulk lo daña, manifestado que no quiere irse y quiere que Thor se quede, pero Thor accidentalmente activa una grabación de los intentos de Natasha por hacer que Hulk diera vuelta al Quinjet, el cual consigue tranquilizar a Hulk y lo transforma nuevamente en Bruce Banner, quien ha estado en la forma de Hulk desde los acontecimientos en Sokovia, es decir, desde hace 2 años y ha tomado por completo su cuerpo. Banner estaba impotente, pero sin recordar nada de lo había pasado desde hace dos años temeroso de si se volviese a convertir en Hulk, sería muy difícil recuperar su forma humana de nuevo.
El Gran Maestro ordena a Valquiria y a Loki rastrear a Thor y Hulk y atraparlos a toda costa. Valquiria los encuentra y accede a ayudarlos, siendo ésta noqueada por Loki después de haber tenido una visión de ella y sus hermanas cayendo una por una, bajo las manos de Hela milenios atrás cuando ella fue la única superviviente, lo cual la llevó a la bebida y miseria en Sakaar. Loki, no queriendo quedarse atrapado en Sakaar, le dice a Thor que él tiene los códigos de seguridad y control de los sistemas del Gran Maestro. Mientras tanto, Heimdall consigue localizar a Thor y le menciona que estos necesitan ir a través del portal más grande del cielo (al que los habitantes de ese planeta llaman "El Trasero del Diablo") para poder escapar, pero la nave de Valquiria no sería capaz de semejante hazaña porque los campos de gravedad son muy abruptos en ese portal. Entonces ellos liberan a Korg y a Miek para que puedan iniciar una revuelta de esclavos como distracción para poder conseguir la nave personal del Gran Maestro.
Loki, inevitablemente, los traiciona de nuevo mientras están escapando, pero Thor coloca astutamente uno de los discos en su espalda, dejándolo conmocionado en el piso. Thor le dice a su hermano que sabe que Loki siempre será el Dios del Engaño, pero tiene esperanzas de que le mostrará alguna capacidad de madurar antes de partir (con Loki todavía conmocionado y el control intencionadamente lejos de alcance). Luego, Thor, Valquiria y Banner en sus naves, pero el Gran Maestro ordena a Topaz y a sus fuerzas detenerlos, aunque Thor y Valquiria destruyen algunas naves del ejército del Gran Maestro y Banner activa accidentalmente los fuegos artificiales de su nave, las cuales distraen a Topaz y Topaz termina estrellando su nave, muriendo en el proceso y Thor, Banner y Valquiria escapan por el portal. Sin embargo, Korg llega con un grupo de esclavos a dónde está Loki y apaga el dispositivo más tarde. Loki toma el liderazgo del grupo con lo que Korg siendo de mente débil roba una gran nave del Gran Maestro. Posteriormente, Skurge tiene a los civiles rodeados y demanda la ubicación de la espada del Bifrost por orden de Hela, pero nadie de los civiles se atreve a hablar, Hela le dice que ejecute a una mujer elegida al azar, aunque Skurge parece estar incómodo con esto. Justo antes de que pueda hacerlo, un civil se compromete a decirle a Hela lo que quiere saber en lugar de ver morir a una inocente. Thor, Valquiria y Banner llegan a Asgard y enfrentan las fuerzas de Hela para iniciar el asalto a la fortaleza donde Heimdall está ocultando a los civiles Asgardianos, pero Thor la llama al cuarto del trono para pelear. Banner y Valquiria pelean para ayudar a escapar a los civiles por vía del Bifrost, pero estos son cortados por detrás por el ejército de muertos vivientes y por el frente creado por el enorme Fenris. Pese a saber que tal vez nunca regrese, Banner se transforma en Hulk para pelear con Fenris, luchando contra Skurge y los guerreros resucitados con Valquiria, y Loki llega con Korg y los esclavos Sakaarianos, mientras Thor se enfrenta a Hela. Thor es sobrepasado por Hela quien lo golpea en la cara con una de sus punzantes armas, perdiendo el ojo derecho en el proceso. Ella sigue siendo demasiado poderosa para él y una vez más Thor tiene una visión de su padre. Él le dice que Asgard no es un lugar, es su gente. Thor le comunica en esa visión que él no puede derrotar a Hela sin su martillo Mjolnir, pero Odín le recuerda a Thor que él no es el dios de los martillos y el Mjolnir fue siempre un elemento para concentrar sus poderes del rayo, unos poderes mucho más poderosos que los del mismísimo padre de todos los dioses, Odín. Entendiendo la situación, Thor es capaz de sacar su máximo potencial, llegando a repeler todos los ataques de Hela y abrirse paso a través de su ejército, pero se da cuenta de que todavía es demasiado poderosa para él. Se reúne entonces con Loki y llegan a la conclusión de que Asgard no es un lugar sino su pueblo y que dado que Hela saca sus poderes del reino de Asgard, mientras exista, ella se volverá cada vez más poderosa. Por lo tanto razonan que la solución más factible a este problema es hacer cumplir la profecía que siempre han evitado: el Ragnarok. Así y a pesar de lo mucho que les gusta su hogar, Asgard debe caer para poder vencerla y por lo tanto Thor y Valquiria crean una distracción para Hela mientras Loki va al cuarto de trofeos para recuperar la corona de Surtur, (no sin antes echar un vistazo al Teseracto durante su camino pues contiene una gema del infinito). Cuando encuentra la corona, Loki la coloca en la llama eterna de Asgard y Surtur resucita. 
Mientras tanto, Thor y Valquiria tratan de mantener a Hela distraída de su verdadero plan, pero esta los consigue derrotar con facilidad. Entonces, Hela le menciona a Thor y Valquiria que nunca podrán vencerla, a pesar de que Thor admite que Hela tiene razón, sin embargo este también le menciona en tono sarcástico diciendo: "pero creo que el si", súbitamente Surtur sale destruyendo el palacio de Asgard y Hela se da cuenta de que fue engañada. Entonces, llena de rabia y rencor, trata de evitar que la nave que transportaba a los refugiados asgardianos y los esclavos Sakaarianos se vayan, pero Skurge, que se ha escabullido a bordo disfrazado, se vuelve contra ella y pelea con sus soldados muriendo heroicamente a manos de las armas de Hela. Mientras tanto, Surtur comienza a arrasar con Asgard, mientras que Thor y Valquiria admiten que ambos odian la profecía del Ragnarok, pero como no tenían más opciones era la única forma de poder vencer a Hela, sin embargo al ver la destrucción causada por Surtur, Hulk enloquece y corre atacarlo, pero Surtur se quita a Hulk de encima con facilidad y Thor lo llama diciéndole que por una vez en su vida no aplaste y que deben irse de Asgard ahora, por lo que Hulk accede y escapa con Thor y Valquiria hacia la nave. Por otro lado, Hela trata de enfrentarse a Surtur tratando de evitar el Ragnarok, pero sus ataques resultan inútiles contra Surtur, quien finalmente destruye Asgard clavando su espada y aparentemente matando a Hela en el proceso. Thor y Valquiria comenzaban a escapar a bordo de la nave cuando, entristecidos, ven como Asgard es completamente destruido, dejando atrás únicamente asteroides. Thor, que ahora lleva un parche en el ojo como su padre, es coronado como el nuevo Rey y decide que deben poner curso hacia la Tierra para reconstruir Asgard en Noruega.
En una escena a mitad de créditos, Loki le pregunta a Thor si será bienvenido en la Tierra y Thor le asegura que lo será. Thor está seguro de que todo irá bien y se lo ve muy optimista pero de repente, una nave mucho más grande aparece detrás de ellos.
En una escena poscréditos, el Gran Maestro se enfrenta con los esclavos de los que anteriormente había sido maestro. Él trata de declarar la revuelta como "un empate", pero no están impresionados.

## Reparto

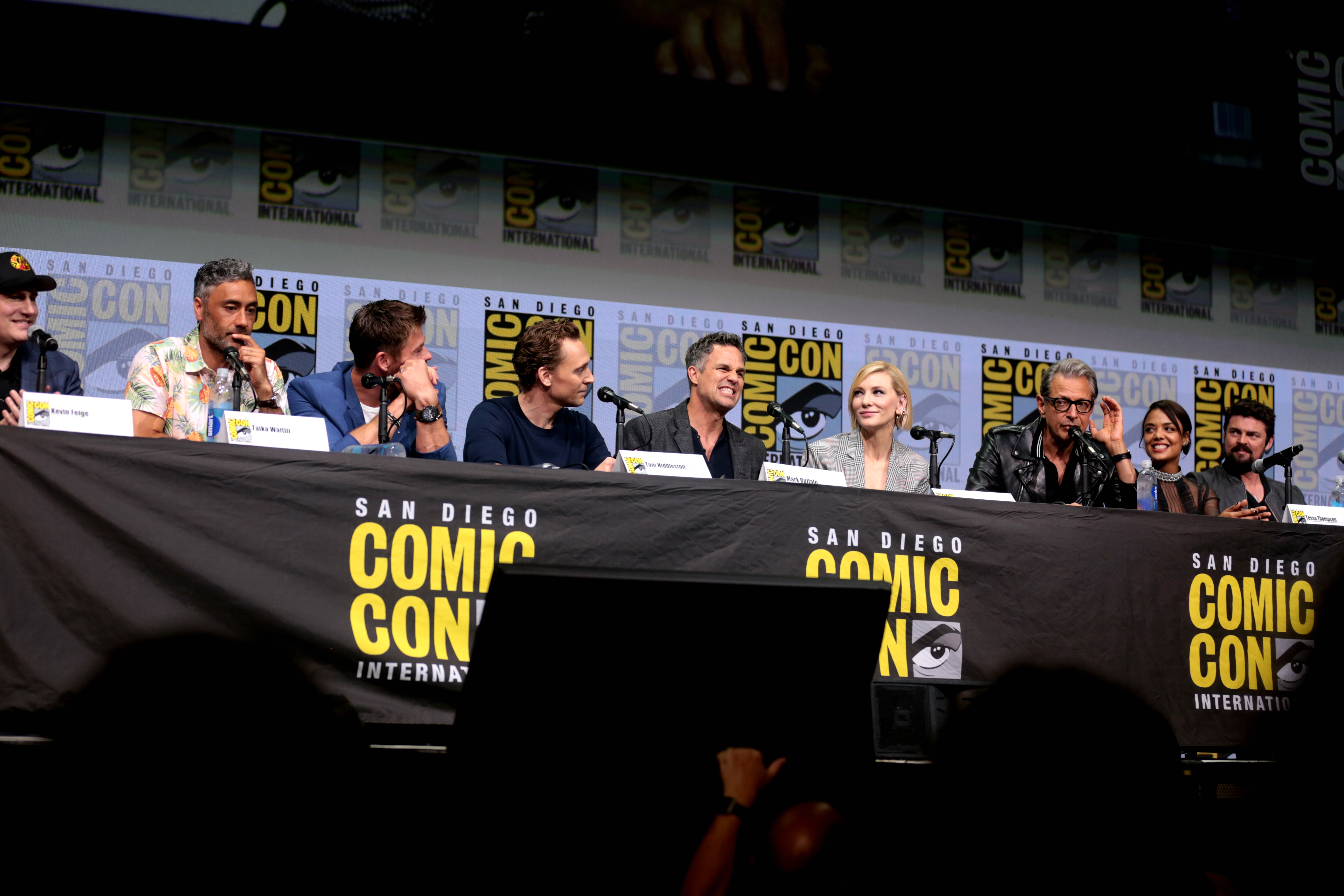
Kevin Feige, Taika Waititi y el reparto de Thor: Ragnarok en la Comic-Con Internacional de San Diego 2017.

- Chris Hemsworth como Thor:

El príncipe heredero de Asgard, basado en la deidad mitológica nórdica del mismo nombre, que se ha convertido en un "pistolero solitario" en busca de las Gemas del Infinito. Hemsworth se había "aburrido un poco" con el personaje después de interpretar a Thor cuatro veces antes, y quería tomar algunos riesgos y experimentar: el personaje tiene cabello más corto en la película, usa un traje diferente, su martillo Mjolnir es destruido, y pierde un ojo. El director Taika Waititi añadió que "desvestir" así al personaje le permitió volverse un refugiado al final de la película. Waititi también quería usar más los talentos cómicos que Hemsworth había mostrado en películas como Vacaciones (2015) y Cazafantasmas (2016), y citó a la interpretación de Kurt Russell como Jack Burton en Big Trouble in Little China (1986) como una influencia para el personaje.
- Tom Hiddleston como Loki:

Hermano adoptivo y némesis de Thor, basado en la deidad del mismo nombre. Hiddleston estaba interesado en cómo la actitud de Loki cambió, diciendo, "él siempre es un tramposo. Es encontrar nuevas maneras de que él sea malicioso". Como el soberano de Asgard desde el fin de Thor: The Dark World (2013), Hiddleston nota que "Loki ha dedicado la mayoría de sus esfuerzos a una auto-glorificación narcisista. No tanto a un buen gobierno." Agregó también que "la idea de que Thor podría ser indiferente hacia Loki le es perturbadora [...] es una evolución interesante."
- Cate Blanchett como Hela:

La hermana mayor de Thor y diosa de la muerte, basada en la deidad Hel, que es inadvertidamente liberada de prisión. El guionista Eric Pearson incluyó la idea de que Hela fuera hermana de Thor en uno de sus borradores con el aliento del productor ejecutivo Brad Winderbaum. La decisión de que Hela esté emparentada con Thor, en vez de Loki como en el cómic y la mitología nórdica, salió de la necesidad de mayor impacto con la confrontación final de Hela y Thor. Al hacer este cambio, Pearson sintió que Hela se convirtió en "lo que [representa] qué es gobernar Asgard, la familia [de Thor], lo que le contaron, lo que no le contaron." A Blanchett le dificultó interpretar al personaje en un traje de captura de movimiento en vez de un traje, sintiendo que el tocado de Hela es "una parte tan grande" del poder del personaje que le hubiera gustado usar en el set. El diseño de Hela fue tomado del cómic Thor: God of Thunder de Jason Aaron, mientras que el personaje Gorr de ese cómic, que tiene la habilidad de "manifestar un número infinito de armas", inspiró una habilidad similar para Hela. Blanchett trabajó con la doble de riesgo Zoë Bell y el entrenador personal de Hemsworth Luke Zocchi, y estudió capoeira para el papel.
- Idris Elba como Heimdall:

El ex centinela asgardiano del Puente Bifröst, que todo lo ve y todo lo oye, basado en la deidad del mismo nombre, que se ha autoexiliado durante el reinado de Loki. Después de que Hela invade Asgard, él ayuda a esconder a sus ciudadanos vulnerables. Describiendo el arco de Heimdall en la película, Winderbaum dice, "ha pasado de ser este anciano estadista, el guardián de Asgard, a este rudo mago guerrero que vive en las colinas y patea muchos traseros durante toda la película."
- Jeff Goldblum como el Gran Maestro:

Uno de los Primigenios del Universo, que gobierna el planeta Sakaar, y disfruta manipulando a formas de vida inferiores. Goldblum describió al personaje como "un hedonista, en busca de placer, disfrutando la vida, sabores y olores". También dijo que Waititi alentó la improvisación para que Goldblum "se apropiara" del personaje. Waititi explicó que el Gran Maestro no tiene piel azul en la película como su contraparte del cómic, porque Goldblum ya había interpretado a un personaje de piel azul en Earth Girls Are Easy (1988), y debido a que Waititi no quería desvirtuar la personalidad de Goldblum ocultando su apariencia. El Gran Maestro es el hermano del Coleccionista interpretado por Benicio del Toro en Guardianes de la Galaxia (2014), y el productor Kevin Feige expresó interés en verlos juntos en una película futura.
- Tessa Thompson como Recolectora 142 / Valquiria:

Una esclavista ruda y bebedora, basada en el ser mitológico Brunilda, que antes era una legendaria guerrera de las Valquirias y ahora trabaja para el Gran Maestro bajo la denominación "Recolectora 142". Thompson dijo que las varias versiones del personajes de los cómics "nos dio mucha libertad" al crear la versión de la película. Waititi "quería asegurarse de que no hiciéramos un personaje femenino que fuera lindo y aburrido", y Feige dijo que Marvel quería emparejar a Thor con un interés amoroso más igual suyo que Jane Foster. El borrador original de los coguionistas Craig Kyle y Christopher Yost tenía una relación más romántica entre Thor y Valquiria. Cuando Pearson comenzó a trabajar en la película, se alejó de esa línea argumental, enfocándose más en "el respecto mutuo" entre los personajes y Valquiria "lidiando con su estrés postraumático. Es alguien que está ahogando sus penas en la botella, y solo pensé que era algo genial que no se suele ver". Thompson afirmó que el personaje es bisexual, lo que basó en la relación del personaje en el cómic con Annabelle Riggs, y convenció a Waititi de rodar un vistazo de una mujer saliendo de la habitación de Valquiria que luego fue eliminado de la película, ya que Waititi consideró que distraía de la exposición de la escena. Thompson se inspiró en imágenes de Linda Hamilton como Sarah Connor en Terminator 2: el juicio final (1991) mientras entrenaba para el papel, y trabajó con el entrenador de dialecto Andrew Jack para crear un acento que sonara asgardiano y fuera lo suficientemente diferente para sonar como que había estado lejos de allí por mucho tiempo. Thompson aparecerá en futuras películas del UCM.
- Karl Urban como Skurge:

Un guerrero asgardiano, que es guardián del Puente Bifröst en la ausencia de Heimddall y opta por unirse a Hela para sobrevivir. Urban se afeitó su cabeza para el papel, y entrenó para "meterse en la zona y sentir" el papel aunque su cuerpo esté escondido bajo un traje. Urban dijo que Skurge "hace un trato con el diablo" y se convierte en el "secuaz" de Hela. "Hace el trabajo sucio. Y eso es algo que [...] juega en su consciencia."
- Mark Ruffalo como Bruce Banner / Hulk:

Un científico genio que se transforma en un monstruo al enojarse o agitarse, después de exponerse a radiación gamma. En los dos años desde Avengers: Age of Ultron (2015), se ha convertido en un gladiador exitoso y popular en Sakaar, y ha suprimido a Banner en esos años. Está formando el vocabulario "de un niñito", siendo el nivel de habla de Hulk "una gran conversación" entre Waititi y Marvel ya que estaba tomando en cuenta apariciones futuras del personaje: Ragnarok es el inicio de un arco para el personaje que continúa en Avengers: Infinity War (2018) y Avengers: Endgame (2019). Ruffalo sintió que Hulk tenía "cierta arrogancia" en la película, y era "mucho más un personaje que la máquina furiosa verde" vista en las películas de Avengers. Waititi proveyó captura de movimiento adicional para Hulk después de que Ruffalo hubiese completado sus escenas.
- Anthony Hopkins como Odín:

El rey de Asgard, padre de Thor y Hela, y padre adoptivo de Loki, basado en la deidad del mismo nombre. El personaje está exiliado en la Tierra, y originalmente iba a ser un vagabundo "de aspecto loco" en las calles de Nueva York, pero Waititi finalmente sintió que esto era trágico en vez de gracioso dada la muerte del personaje durante la secuencia. Ésta fue cambiada para transcurrir en Noruega, para "honrar" el pasado del personaje y ser más auténtica a su papel como rey de Asgard. Waititi se sorprendió por la habilidad de improvisación de Hopkins después de decirle de "ser gracioso y realmente destruir lo que vino antes [con el papel] y recrearlo."
Además, Tadanobu Asano, Ray Stevenson y Zachary Levi repiten sus papeles como Hogun, Volstagg y Fandral, respectivamente, miembros de los Tres Guerreros. Feige llamó a sus apariciones "finales nobles" que sirvieron para establecer la amenaza de Hela y el peligro que presenta para los personajes principales. Benedict Cumberbatch repite su papel como el Dr. Stephen Strange de la película Doctor Strange (2016). Scarlett Johansson aparece como Natasha Romanoff / Viuda Negra a través de imágenes de archivo de Avengers: Age of Ultron. Rachel House, que ha aparecido en varias películas de Waititi, interpreta a Topaz, la guardaespaldas del Gran Maestro, mientras que Waititi interpreta a Korg, un gladiador que se hace amigo de Thor. Waititi proporcionó captura de movimiento para el personaje, que está hecho de rocas, ya quería hacer algo diferente haciendo que el personaje tuviera voz suave, basando la voz de Korg en la de los gorilas polinesios. El director también proveyó captura de movimiento para el demonio de fuego Surtur (cómic), basado en el ser mitológico Surtr, con Clancy Brown como la voz del personaje. Stan Lee, cocreador de Thor y Hulk, tiene un cameo como un hombre en Sakaar que corta el cabello de Thor. 
También hay varios cameos en una escena donde actores asgardianos interpretan una obra basada en los eventos de The Dark World: Sam Neill, con quien Waititi trabajó en Hunt for the Wilderpeople (2016), interpreta al actor de Odín; Luke Hemsworth, hermano de Chris, interpreta al actor de Thor, y Matt Damon al actor de Loki.

## Doblaje
| Personaje           | Actor original       | Actor de doblaje · México | Actor de doblaje · España |
| ------------------- | -------------------- | ------------------------- | ------------------------- |
| Thor                | Chris Hemsworth      | Andrés Gutiérrez Coto     | Ivan Labanda              |
| Loki                | Tom Hiddleston       | José Gilberto Vilchis     | David Brau                |
| Hela                | Cate Blanchett       | Kerygma Flores            | Alba Sola                 |
| Heimdall            | Idris Elba           | Mario Arvizu              | Juan Carlos Gustems       |
| Gran Maestro        | Jeff Goldblum        | Humberto Solórzano        | Pedro Molina              |
| Valquiria           | Tessa Thompson       | Alondra Hidalgo           | Maribel Pomar             |
| Skurge              | Karl Urban           | Alfredo Gabriel Basurto   | Carlos Di Blasi           |
| Bruce Banner/Hulk   | Mark Ruffalo         | Mario Castañeda           | Xavier Fernández          |
| Odín                | Anthony Hopkins      | Gabriel Pingarrón         | Camilo García             |
| Dr. Stephen Strange | Benedict Cumberbatch | Beto Castillo             | Iván Muelas               |
| Korg                | Taika Waititi        | Eduardo Partida           | Pablo Gómez               |
| Topaz               | Rachel House         | Olivia Mercenario         | Marta Dualde              |
| Surtur              | Clancy Brown         | Víctor Covarrubias        | Alfonso Vallés            |
| Volstagg            | Ray Stevenson        | Octavio Rojas             | Eduard Farelo             |
| Hogun               | Tadanobu Asano       | Dafnis Fernández          | Andy Fukutome             |
| Barbero             | Stan Lee             | Jesse Conde               | Salvador Moreno           |
| Actor de Odín       | Sam Neill            | Óscar Bonfiglio           | Manolo García             |
| Actor de Thor       | Luke Hemsworth       | Manuel Pérez              | Sergio Mesa               |
| Actor de Loki       | Matt Damon           | Arturo Mercado Jr.        | José Posada               |

## Producción

### Desarrollo
Mientras promocionaba el estreno de Thor: The Dark World en octubre de 2013, Chris Hemsworth expresó la voluntad de interpretar a Thor mientras "la gente quiera más", añadiendo que tenía en su contrato otra película de Thor y dos más de Avengers. El productor Kevin Feige añadió que la siguiente Thor continuaría con ciertos elementos del final de The Dark World. En enero de 2014, Marvel anunció que Craig Kyle y Christopher Yost escribirían el guion para una tercera película, con Feige nuevamente de productor; la historia estaba siendo delineada ese julio. A fines de octubre de 2014, Feige anunció que se titularía Thor: Ragnarok y se estrenaría el 28 de julio de 2017. Hemsworth y Tom Hiddleston regresarían como Thor y Loki, respectivamente. Hemwsorth ganó $15 millones por la película. Feige añadió que sería una parte "muy importante" de la Fase Tres del Universo cinematográfico de Marvel (UCM), y también confirmó que, en el contexto de la película, la palabra Ragnarök significa "el fin de todas las cosas". Él sintió que "la gente [no] sabrá de qué se tratará la película basado solamente en el título."
En febrero de 2015, Marvel retrasó la fecha de estreno para el 3 de noviembre de 2017. Ese abril, Feige esperaba un pronto borrador para la película, y un mes después afirmó que un director, un guionista adicional, y más anuncios de reparto se revelarían "hacia el fin del verano"; con el rodaje comenzando en junio de 2016. Alan Taylor, director de The Dark World, explicó que no regresaría, ya que "la experiencia Marvel fue particularmente desgarradora porque tuve absoluta libertad mientras rodábamos, y luego en [posproducción] se convirtió en otra película. Entonces, eso es algo que espero nunca repetir y no le deseo a nadie más." Durante la Comic-Con Internacional de San Diego, Jaimie Alexander dijo que repetiría su papel como Sif en "una parte esencial" de la película.
| Creo que el sentido general que estoy tratando de darle a la audiencia y lo que quiero que la audiencia se lleve al irse del cine es realmente una sensación de alegría [...] A veces me detengo a pensar, estoy haciendo que tiene a Thor, Doctor Strange, el increíble Hulk y Loki y cada personaje es tan extraño y diferente [...] Civil War es solo humanos, humanos con problemas humanos. Lo nuestro son criaturas, seres y todos estos tipos de personajes muy diferentes. —Taika Waititi, director de Thor: Ragnarok |

Para octubre de 2015 Taika Waititi entró en negociaciones para dirigir Thor: Ragnarok. Entre otros directores en consideración se encontraron Ruben Fleischer, Rob Letterman, y Rawson Marshall Thurber. Marvel le presentó a los probables directores "las diez ideas diferentes que teníamos para la película", pidiéndoles que regresaran con una idea más clara de cómo debería ser. Waititi creó "un video de muestra para el tono, y algunos chistes" usando clips de otras películas, incluyendo Big Trouble in Little China, y con "Immigrant Song" de Led Zeppelin de fondo. Esta es una práctica que Marvel desalienta ya que "suele ser realmente terrible", pero pensaron que el video de Waititi era "asombroso", en particular su uso de dicha canción, que según Feige "definió lo que Taika iba a hacer con esto"; "Immigrant Song" fue luego usada en la película misma, y para promocionarla. Sobre por qué decidió intentar dirigir la película, después de haber dicho en 2012 que no tenía interés en "grandes producciones, donde el arte del proyecto se sacrifica por ganancias", Waititi dijo que se sintió "como un invitado en el universo de Marvel pero con la libertad creativa de hacer lo que quiera". Waititi fue confirmado como el director de la película por múltiples medios de comunicación más tarde en octubre.
Mark Ruffalo también estaba finalizando un acuerdo ese mes, para repetir su papel como Bruce Banner / Hulk de películas anteriores del UCM; pronto confirmó que aparecería. Hulk había sido visto por última vez al final de Avengers: Age of Ultron viajando en un Quinjet, que según el plan original se mostraría volando cerca de Saturno. Feige explicó que esto se cambió a una ubicación terrestre para que el destino de Hulk fuese ambiguo y disipase los rumores de que una película basada en "Planeta Hulk" estaba en desarrollo, ya que Marvel Studios no tenía planes de adaptar esa línea argumental en el momento. Según el productor ejecutivo Brad Winderbaum, la idea de incluir a Hulk en Ragnarok surgió a principios del desarrollo, cuando el equipo de producción miró la historia de "Planeta Hulk" y sintió que era una "obviedad" integrar a Hulk en la franquicia de Thor y explorar "la idea de un planeta donde hay juegos gladiatorios como un problema para Thor. [Esa línea argumental] nos pareció una idea genial." Feige explicó que las primeras discusiones se estuvieron enfocadas en hacer "algo totalmente diferente con Thor", y que se centrara en continuar la relación con Loki e ideas para Hela, Valquiria, Balder y Beta Ray Bill, "pero pensamos, 'Necesitamos algo grande.'" Esto pasó a discusiones sobre Thor yendo al espacio, llamándolo "Planeta Thor" en broma, lo que llevó a incluir a Hulk en la película y revelar que finalmente fue al espacio al final de Age of Ultron.
También en octubre, la ministra de Relaciones Exteriores de Australia Julie Bishop anunció que el rodaje se llevaría a cabo en el país, exclusivamente en el estado de Queensland, incluyendo en los Village Roadshow Studios en Oxenford, Gold Coast. Según la primera ministra Annastacia Palaszczuk, la producción gastaría más de $100 millones en Queensland y emplearía a 750 queenslandeses. Hemsworth le había pedido a Marvel que produjera la película en Australia, donde vive. A fines de noviembre de 2015, Stellan Skarsgård, que interpretó a Erik Selvig en las películas de Thor anteriores, dijo que según su contrato debía aparecer si Marvel quisiera incluirlo, pero no sabía en ese momento si querían. Más tarde confirmó que no aparecería en Thor: Ragnarok. El mes siguiente, Stephany Folsom fue contratada para trabajar en el guion, y Cate Blanchett entró en negociaciones finales para unirse en el reparto.

### Preproducción

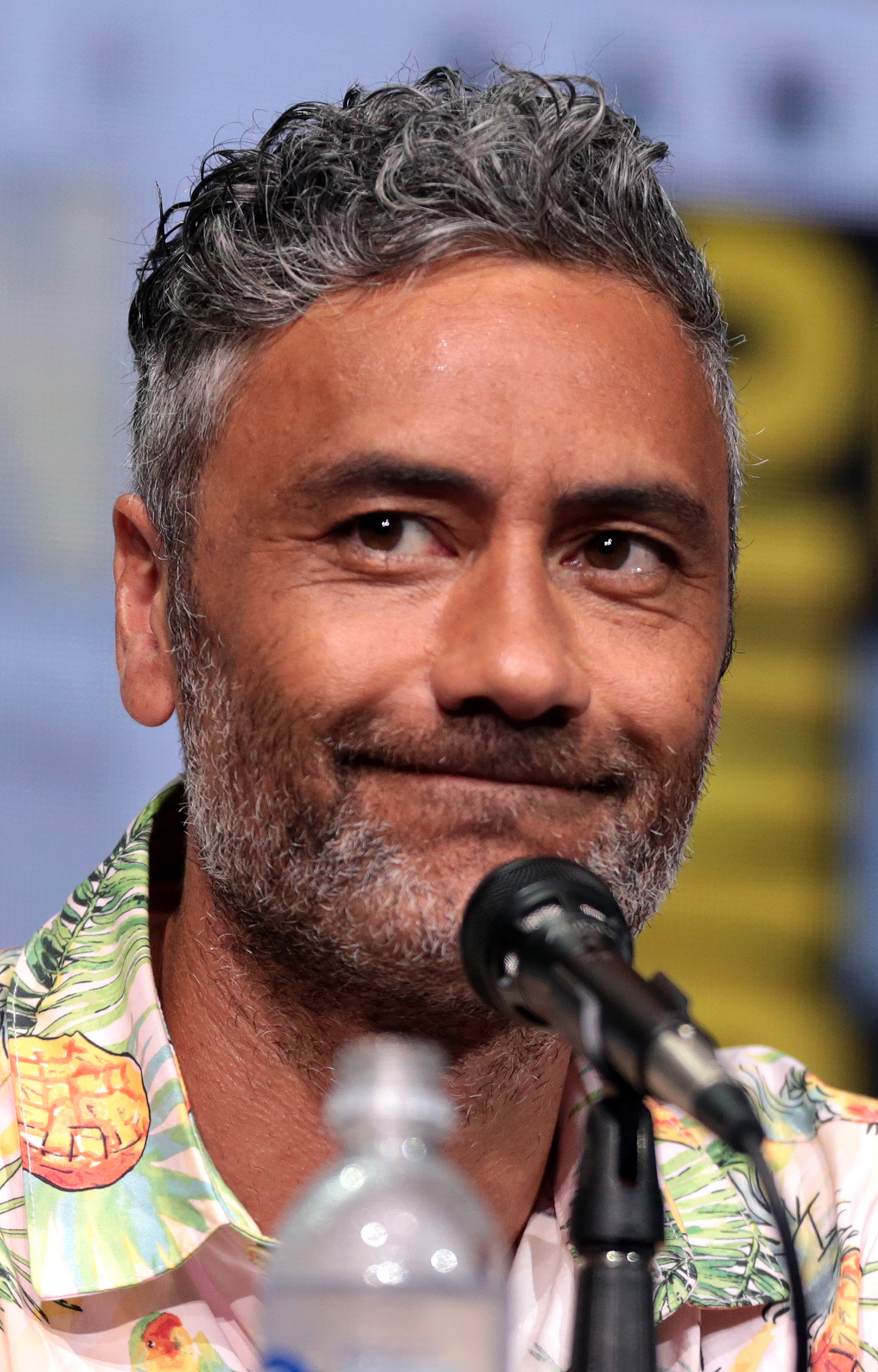
Waititi en la Comic-Con de San Diego de 2017.

En enero de 2016, con la película entrando en preproducción, Ruffalo la describió como una "película de carretera" e indicó que el rodaje adicional tendría lugar en Sídney. Waititi afirmó que estaba trabajando en el guion "un poquito", principalmente agregando humor al mismo, con Eric Pearson uniéndose al proyecto para reescribir el guion. Pearson sintió que unirse presentó varios desafíos, porque "ya había tantas piezas del rompecabezas," como tener a Blanchett como Hela, que fue confirmada para el papel un mes después, e incluir a Hulk, Valquiria y Skurge, que le pidieron unir. A Pearson le dijeron que no se limite por nada de películas anteriores, y Waititi le pidió que hiciera divertida a la película y que Thor "fuera el personaje más genial." Alexander dijo a principios de marzo que ya no estaba segura si aparecería en la película, debido a problemas de agenda con su serie de televisión Blindspot. Luego indicó que este podría no ser el caso, pero finalmente no pudo aparecer en la película debido al conflicto. Sif sí aparece como un personaje en la obra basada en los eventos de The Dark World, interpretada por Charlotte Nicdao.
En abril, Tessa Thompson fue elegida como Valquiria, con Natalie Portman no regresando de las películas anteriores como el interés amoroso Jane Foster. Marvel nunca le pidió a los guionistas que incluyeran a los personajes de la Tierra de las películas anteriores, y Feige dijo que Foster y Thor rompieron entre películas. En mayo, Marvel confirmó a Blanchett y Thompson para la película, anunció el casting de Jeff Goldblum como el Gran Maestro y Karl Urban como Skurge, y reveló que Idris Elba y Anthony Hopkins repetirían sus respectivos papeles de Heimdall y Odín de las películas anteriores. A principios de junio, Palaszczuk y el ejecutivo de Marvel Studios David Grant anunciaron que el rodaje iniciaría el 4 de julio de 2016, con Weta Workshop creando utilería para la película. Antes de que se demolieran los sets de Doctor Strange de Marvel, Waititi escribió y filmó una escena para Ragnarok donde Thor conoce al Stephen Strange de Benedict Cumberbatch. Marvel y el director de Doctor Strange Scott Derrickson sintieron que la escena era "perfecta" para mostrar a Strange unirse al más amplio UCM, así que la escena también aparece durante los créditos de Doctor Strange.
Feige notó que Thor: Ragnarok transcurriría en su mayoría en el "cosmos" en vez de en la Tierra, una desviación de las películas anteriores de Thor. Profundizó diciendo, "Tonal y geográficamente hay muchos planetas diferentes fuera de los nueve reinos que visitamos" en la película. Waititi consultó con el físico teórico Clifford Johnson sobre viaje espacial. Johnson observó primeros borradores del guion, y le dio a Waititi ideas de física que podrían "ser un guiño a algunos clásicos [de Thor]"; Johnson fue previamente consultor de la segunda temporada de la serie de televisión del UCM Agent Carter. El astrónomo y físico Adam Frank también fue un consultor en la película, aconsejando sobre agujeros de gusano y viaje interestelar. El artista de cómics y cocreador de Thor Jack Kirby fue una de las principales inspiraciones visuales de Waititi para la película. Winderbaum también llamó al arco argumental de "Ragnarok" de Walt Simonson una inspiración de "elementos muy divertidos [...] tanto en cuanto a estilo como narración", así como Thor: God of Thunder de Jason Aaron, que fue la inspiración para el diseño y las habilidades de Hela. Waititi dijo que el planeta Sakaar, que aparece en la historia de "Planeta Hulk", fue "el mayor cambio para la película y estos personajes", con Winderbaum describiéndolo como "el inodoro del universo", rodeado de "agujeros de gusano que han escupido cosas en este espacio por eones". También aparece Muspelheim, uno de los Nueve Reinos, gobernada por Surtur. El diseñador de producción Dan Hennah lo describió como una esfera de Dyson, con el reino sacando poder de una estrella agonizante para energizar a sus habitantes. Hennah esperaba darle a Asgard "más humanidad" que en películas anteriores, añadiendo perspectivas de construcción más pequeñas para ayudar a que el reino se vea más práctico y utilitario. Para la arena de gladiadores de Sakaar, Hennah observó a los gladiadores romanos, pero los diferenció de ideas similares anteriores volviéndolo "lo más alienígena" posible. La arena está rodeada por "gradas paradas".
Waititi dijo que la película reinventaría la franquicia, ya que "mucho de lo que estamos haciendo con la película es, de un modo, una especie de desmantelamiento y destrucción de la idea vieja para reconstruirla de una nueva forma que sea fresca. Todos tienen una visión ligeramente nueva de sus personajes, así que de ese modo, se siente como que [esta es] la primera Thor (2011)." Él añadió que había visto las otras películas y las respetaba, pero quería enfocarse en hacer una "película autónoma porque esta podría ser la única vez que haga esto. Solo quiero hacerla [mi] versión de una película de Marvel de la mejor manera posible." Esto es algo que Hemsworth estaba esperando, buscando tener un tono más ligero en Ragnarok comparado a las películas de Thor anteriores, en especial la segunda, similar a Guardianes de la Galaxia. Dijo, "siento que tuvimos menos de la ingenuidad, diversión o humor que la primera [Thor] podría haber tenido. Ojalá hubiésemos tenido más de eso en la segunda [película ...] Ya hicimos a la realeza. Ya hicimos a Shakespeare, y lo hemos mostrado. Creo que ahora es el momento de decir, 'Está bien. Intentemos algo diferente.'" Hemsworth agregó que para evitar que el personaje o la película se volvieran "predecibles", había "definitivamente una meta de hacer algo inesperado... pero creo que queremos regresar más a un sentido de aventura y diversión".
Los eventos de Ragnarok trascurren cuatro años después de los eventos de Thor: The Dark World, dos años después de los eventos de Avengers: Age of Ultron, y un año después los eventos de Capitán América: Civil War (2016), con Winderbaum notando que "las cosas pasan una sobre otra ahora en la Fase Tres." Los eventos de Ragnarok también establece Avengers: Infinity War, y Hemsworth habló con los directores de la misma Anthony y Joe Russo antes de recibir el guion de Ragnarok para ver cómo lo vincularían a Infinity War. Dijo que Ragnarok "definitivamente influyen bien a esas [películas]", y Winderbaum comparó el impacto de Ragnarok en el UCM más amplio con el de Captain America: The Winter Soldier (2014), diciendo que desglosaría ideas sobre Asgard que estaban establecidas de un modo similar "a como Winter Soldier desglosó a S.H.I.E.L.D."

### Rodaje

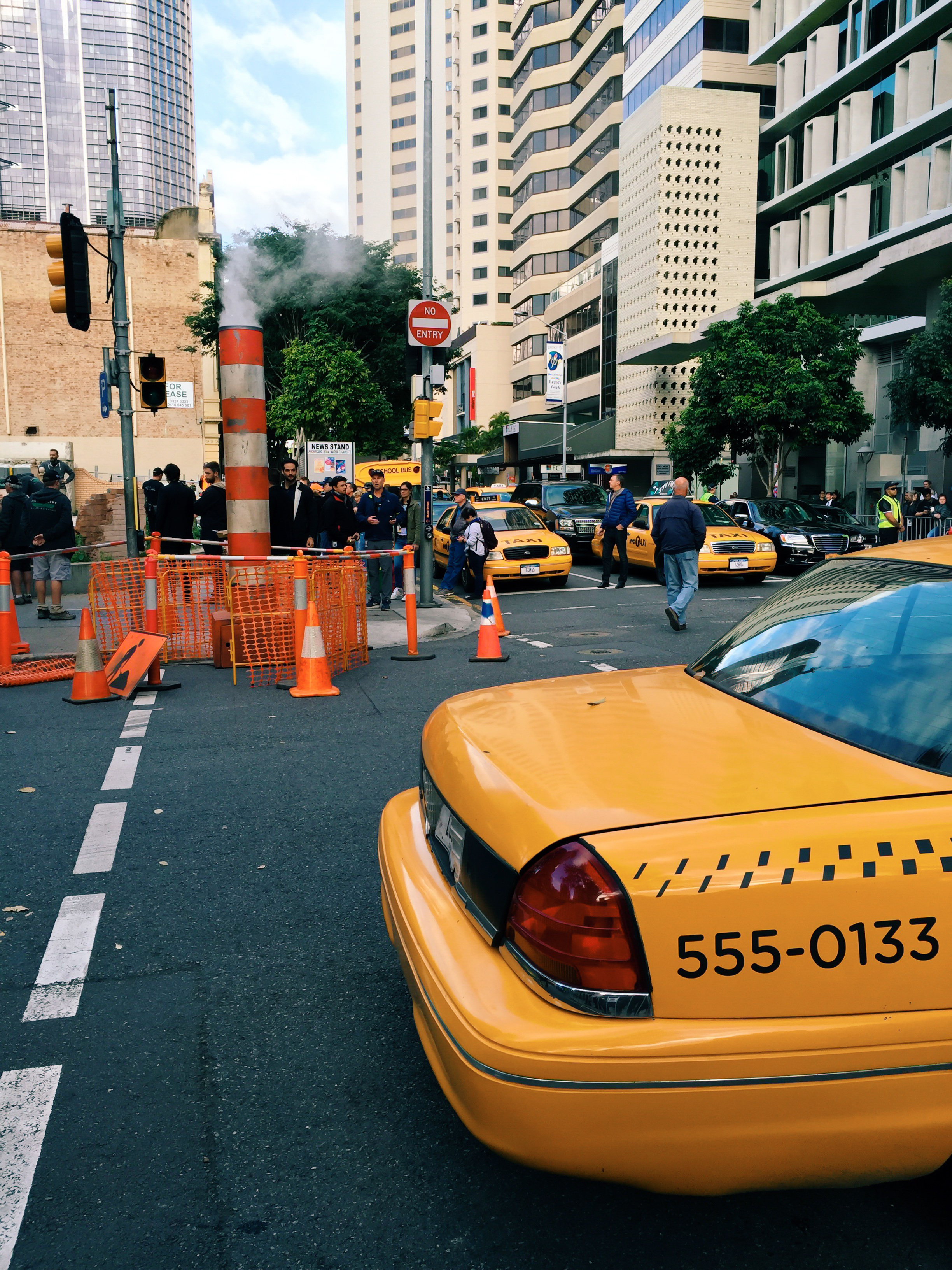
Rodaje de Thor: Ragnarok en el distrito central empresarial de Brisbane, que reemplazó a Nueva York.

La fotografía principal comenzó el 4 de julio de 2016, bajo el título de producción Creature Report, en los Village Roadshow Studios en Oxenford, Gold Coast, Queensland, Australia, usando exclusivamente todos los nueve estudios de sonido. El rodaje adicional iba a llevarse a cabo en todo el estado de Queensland, incluyendo el parque nacional Tamborine. El distrito central empresarial de Brisbane, donde se realizó la filmación del 22 al 25 de agosto, fue usado como reemplazo de Nueva York. Javier Aguirresarobe fue el director de fotografía de la película, describiendo su trabajo en la película como "una rara combinación de satisfacción y frustración", diciendo que más que nada estaba allí a servicio del director y el supervisor de efectos visuales, pero se sintió "muy contento de haber sabido responder a esa exigencia técnica tan increíble".
Más tarde en julio, en cuanto a la naturaleza de "comedia estilo buddy" de la película, Waititi dijo que el guion había cambiado desde entonces y aún no estaba claro cómo sería la película final, pero hay "elementos de camaradería en ella entre Thor y Hulk". Dijo que sería una "ciencia ficción fantástica de los 70 y 80" y "la más 'extrovertida' de todas las películas de Marvel", con un tono más cercano al de Big Trouble in Little China. Entre las inspiraciones para el aspecto de viaje de la película se encontraron 48 Hrs. (1982), Withnail y yo (1987) y Planes, Trains and Automobiles (1987). Waititi también le pidió a los jefes de cada departamento que viesen Flash Gordon (1980) antes de empezar a trabajar. El arte conceptual mostrado en la Comic-Con Internacional de San Diego de 2016 reveló que el personaje Lobo Fenris aparecería.
Para agosto, más de 100 obreros de construcción y de set recibieron telegramas de despido, con algunos quejándose de que les habían prometido trabajo hasta octubre o noviembre de 2016, y que los miembros del equipo de Nueva Zelanda estaban recibiendo trato preferente por sobre los locales australianos. Sin embargo, la primera ministra Palaszczuk afirmó que el trabajo de los constructores de sets simplemente "terminó", y que otros trabajos estarían disponibles cuando los actores llegaran para el rodaje. Los sets construidos para la película fueron para Sakaar, incluyendo el palacio del Gran Maestro y el basurero circundante, así como Asgard (basado en la estética de las películas anteriores de Thor). El interior del Quinjet de los Vengadores, que fue construido para The Avengers (2012), fue trasladado a Australia. Waititi, que es maorí, priorizó la contratación de australianos indígenas y aborígenes, junto con neozelandeses, en varios departamentos, diciendo, "Es una responsabilidad que tienes con el pueblo indígena. Vienes a un país, metes dinero en la economía y generas empleo, pero creo que tienes una responsabilidad aún mayor de cuidar a la gente que tiene menos oportunidades." Añadió que tener a estas personas en el equipo "se siente muy parecido a la familia", "ayuda a calmarme y me hace sentir relajado". Los indígenas y aborígenes fueron contratados como parte de una iniciativa del Departamento Indígena de Screen Australia, cuya misión es "darle a los aborígenes e isleños del estrecho de Torres una manera de entrar a la industria del cine".
A mediados de septiembre de 2016, el arte conceptual visto durante una visita al set indicó que la Serpiente de Midgard aparecería, y que Sif y los Tres Guerreros, aliados de Thor en las dos películas anteriores, serían abordados en Ragnarok. Hacia el final del mes, Sam Neill, que trabajó con Waititi en Hunt for the Winderpeople, reveló que tenía un papel en la película. Poco después, Waititi insinuó la inclusión de los personajes Korg, a quien él interpreta mediante captura de movimiento, y Miek, que no es interpretado por ningún actor y no habla en la película, y aparece como "una criatura como larva [... con] piernas y brazos cibernéticos". A mediados de octubre, Waititi reveló que se había usado nueva tecnología de cámara para una toma en la película, y que esperaba incluir al miembro del Cuerpo Nova Rhomann Dey de John C. Reilly, pero "no había una forma real de lograrlo". El rodaje finalizó el 28 de octubre de 2016. El rodaje de la segunda unidad se llevó a cabo en la isla Dirk Hartog en la costa de Australia, y en la Isla Sur de Nueva Zelanda. Según Waititi, el 80 por ciento del diálogo en Thor: Ragnarok fue improvisado, para crear "un ritmo relajado y colaborativo" entre el reparto y un intento de replicar el tono y la sensibilidad de sus películas anteriores. Afirmó, "Mi estilo de trabajar es que a menudo estaré tras la cámara, o justo al lado de la cámara gritándole a la gente, como, '¡Di esto, di esto! ¡Dilo así!'"

### Posproducción
En enero de 2017, se reveló que Pearson recibiría el único crédito de guionista de la película, con la historia acreditada a Kyle, Yost y Folsom. Estos créditos fueron actualizados el septiembre siguiente, con Pearson como el guionista y el crédito de la historia para Kyle y Yost. A Folsom le molestó que Marvel promocionara la película con estos créditos, notando que el Sindicato de Guionistas de Estados Unidos (WGA) aún no había determinado los créditos finales de la película. Ella luego dijo que Marvel le había dado un crédito de historia en la película, pero la WGA se lo negó debido a su regulación de que un máximo de dos individuos pueden recibir dicho crédito, con la excepción de un equipo de guionistas contando como uno solo; Pearson y el equipo de Kyle y Yost recibieron un crédito de historia en Ragnarok. Folson añadió que planeaba apelar la decisión, y que Marvel la apoyó durante todo su intento de recibir crédito. Para el fin del mes, los créditos de guion fueron actualizados una vez más, esta vez simplemente acreditando a Pearson, Kyle y Yost como guionistas.
En febrero de 2017, Rachel House dijo que tenía un pequeño papel en la película, habiendo trabajado con Waititi antes. Se realizó rodaje adicional en Atlanta en julio de 2017, durante tres semanas, incluyendo la filmación de las escenas poscréditos. Una de estas escenas introduce a la nave Sanctuary II, que pertenece a Thanos en Avengers: Infinity War, mientras que la otra, al final de los créditos, muestra al Gran Maestro. Goldblum y Waititi improvisaron múltiples versiones de esta última escena; en una versión no usada se cantaba el himno nacional de Sakaar, que fue "inventado en el momento". También en Atlanta se completó la filmación de la escena donde actores asgardianos interpretan una obra basada en los eventos de The Dark World. Neill aparece en la escena como el actor de Odín, y el hermano de Hemsworth Luke interpreta al actor de Thor. Al explicar la secuencia, Waititi dijo, "si yo fuera Loki y gobernara Asgard, escribiría una obra sobre mí mismo y los forzaría a todos a ir a verla; cambiaría los detalles de la obra y haría que me interpreta una gran celebridad." Para el actor de Loki, ellos querían "a alguien bueno y que sea gracioso", y Chris Hemsworth sugirió que Matt Damon, a quien conocía personalmente, tomara el papel. Damon estaba en Nueva York en el momento, y voló a Atlanta solo para rodar el cameo "por diversión". Algo que también cambio durante las nuevas tomas fue la ubicación de la escena donde Thor y Loki encuentran a Odín en la Tierra, y Hela luego destruye el Mjolnir. Originalmente situada en un callejón de Nueva York, Waititi decidió que el entorno distraía de las emociones de la escena. La ubicación fue cambiada por Noruega, que para Waititi le daba más peso, hacía a la historia de Odín más "auténtica", y también permitía que los personajes y la audiencia "se relajen por un segundo, y tengan ese momento, porque el resto de la película básicamente va a toda velocidad".
Para cuando se completaron las nuevas tomas, la película había sido acortada de la versión inicial e Waititi de dos horas y cuarenta minutos a alrededor de noventa minutos, con la expectativa de aumentar ligeramente con las escenas recién filmadas. Sin embargo, después del panel de Comic-Con de 2017, se decidió volver a agregar muchos de los chistes que se habían quitado, con una duración final de dos horas y diez minutos. Joel Negron y Zene Baker fueron los editores de la película. Waititi describió el proceso de decidir exactamente qué chistes mantener como "muy difícil [...] a veces era gracioso al principio de la película y después para nada [o] era gracioso en los momentos equivocados y al final, simplemente tuvimos que seguir probando chistes y probando partes de la película." Ragnarok también aclara que un Guantelete del Infinito visto en Thor era falso. Feige profundizó, diciendo que había sido incluido en Thor como un easter egg, ya que Marvel Studios estaba "trabajando en The Avengers e intentando unir todo eso para la conclusión de la Fase Uno." Sin embargo, poco después de que The Avengers se estrenase y el estudio comenzase a solidificar los planes para Avengers: Infinity War, se dieron cuenta de que el guantelete visto en Thor podría no ser el real, creando una teoría interna de que era falso; esto resultó en la escena en Ragnarok, que fue creada "solo [para tener] la oportunidad de llamarlo una falsificación".

#### Efectos visuales
Los efectos visuales de la película fueron creados por los estudios de San Francisco y Vancouver de Industrial Light & Magic (ILM), con ayuda de Base FX, Animatrik, y Virtuos; Framestore; Method Studios Vancouver; Digital Domain; Rising Sun Pictures; Luma Pictures; D Negative; Iloura; Image Engine; Trixter; The Secret Lab; WhiskeyTree Inc; Fin Designs + Effects; y Perception. The Third Floor y Day for Nite proporcionaron el trabajo de previsualización. Luma Pictures produjo más de 200 tomas en ocho secuencias, en particular para los personajes Korg (recibiendo activos de Framestore) y Miek. Method Studios proveyó más de 450 tomas, incluyendo la primera pelea de Thor contra Surtur en Muspelheim y la pelea de Hela contra los guardias asgardianos. D Negative trabajó en más de 190 tomas, creando el entorno para el planeta Sakaar, incluyendo el paisaje de basureros y agujeros de gusano, estos últimos también creados mediante una colaboración con Digital Domain.
ILM, que trabajó en encarnaciones anteriores de Hulk, tuvo que agregar mucho más detalle a las características faciales del personaje en Ragnarok debido al aumento de diálogo de Hulk. El supervisor de efectos visuales de ILM Chad Wiebe explicó que las expresiones de Hulk fueron capturadas en limpio para la película usando Medusa, una tecnología de captura de movimiento. Con 90 expresiones diferentes capturadas, ILM "construyó una librería completamente nueva que permitiría que [Hulk] cubra todo un rango de características humanas visuales normales." Para ayudar a crear a Hulk, una persona en el set se cubrió en pintura corporal verde, y replicó los respectivos movimientos del personaje para ayudar a los artistas de efectos visuales. Además, el actor de riesgo Paul Lowe, que mide menos de 5 pies (1,5 m), fue doble de Hemsworth durante algunas de sus interacciones con Hulk para que los dobles de riesgo de Hulk fueran correctos en proporción. En algunos momentos, cuando Thor y Hulk interactuaban, se usó un doble digital para Thor, también creado por ILM, para tener más flexibilidad para las tomas. ILM trabajó en todos los momentos de Hulk en la película aparte de la escena de la pelea final, que fue completada por Framestore usando activos de ILM, ya que Framestore fue principalmente responsable de articular dicha secuencia. Framestore completó casi 460 tomas, que contaron con dobles digitales de Thor y Hela, Fenris, Korg, Miek, el gigante Surtur al final de la película, y más de 9000 edificios para Asgard, basado en activos que D Negative tenía de The Dark World, resultando en más de 263 rigs de personajes, vehículos, utilería y multitudes.
Rising Sun Pictures produjo más de 170 efectos visuales para Thor: Ragnarok. Trabajaron en la secuencia de flashback de Valquiria, con el aspecto etéreo surrealista lograda mediante una combinación de captura de movimiento, gráficos por computadora, una alta velocidad de cuadro de 90 fps, y un equipo de iluminación especial de 360 grados consistente de 200 estroboscopios para bañar la escena de patrones ondulantes de luz y sombra. Rising Sun también ayudó a crear los varios aspectos generados por computadora de Hela, como su "transición de movimiento de cabello" a sus cuernos, y su introducción original a Nueva York. Luego de las nuevas tomas, ImageEngine completó la nueva introducción de Noruega, ya que Rising Sun estaba enfocada en la lucha del palacio para entonces.

## Música
En agosto de 2016, Mark Mothersbaugh fue contratado para hacer la banda sonora de la película. La música sintetizada está inspirada en la obra de Jean-Michel Jarre. Waititi afirmó que le hubiera pedido a la banda Queen que trabajara en la banda sonora de la película si su cantante Freddie Mercury siguiera vivo, ya que la película es "una colorida, genial y osada aventura cósmica" que sería adecuada para el estilo de la banda. La música adicional que aparece en la película incluye "Immigrant Song" de Led Zeppelin y "Pure Imagination" de la película Willy Wonka & the Chocolate Factory (1971). Los temas de Patrick Doyle de Thor y los temas de Brian Tyler de The Dark World y Avengers: Age of Ultron, así como el tema de Joe Harnell "The Lonely Man" de la serie The Incredible Hulk, también son usados en la película. Hollywood Records lanzó la banda sonora de la película en formato digital el 20 de octubre de 2017, y en formato físico el 10 de noviembre de 2017.

## Marketing

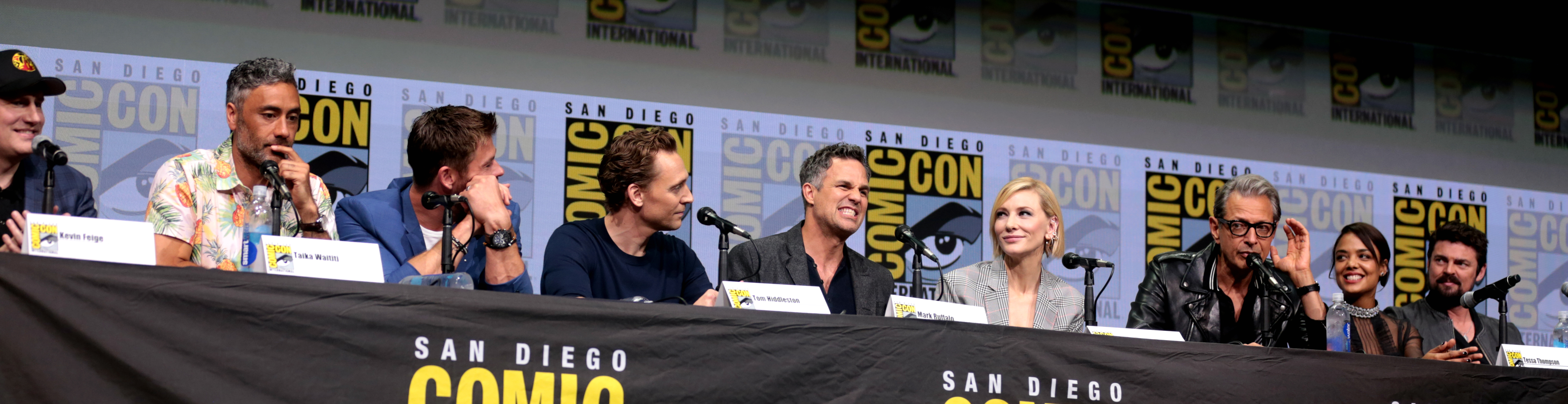
Kevin Feige, Taika Waititi, Chris Hemsworth, Tom Hiddleston, Mark Ruffalo, Cate Blanchett, Jeff Goldblum, Tessa Thompson, y Karl Urban hablando en la Comic Con Internacional de San Diego 2017, para «Thor: Ragnarok», en el Centro de Convenciones de San Diego en San Diego, California.

En la Convención Internacional de Cómics de San Diego de 2016, fue revelado un modelo físico de la armadura de gladiador de Hulk, se mostró arte conceptual y animaciones en bruto, y se proyectó un corto falso documental titulado Team Thor. Dirigido por Waititi, mostraba lo que Thor y Banner hicieron durante los eventos de Civil War, con Daley Pearson apareciendo como el compañero de piso australiano de Thor, Darryl Jacobson. El corto fue lanzado en línea en agosto de 2016, y con la descarga digital de Capitán América: Civil War el mes siguiente. Team Thor: Part 2 fue lanzado en el formato casero de Doctor Strange en febrero de 2017, con Pearson repitiendo su papel. Se mostró arte conceptual e imágenes de la película en la CinemaCon de 2017.
El 10 de abril de 2017, se estrenó el primer teaser tráiler. Sandy Schaefer de Screen Rant sintió que fue "un comienzo fuerte" para la película, teniendo "un ambiente claramente lúdico" poniendo de fondo a "Immigrant Song" Chaim Gartenberg de The Verge dijo que "esta podría ser la película de Marvel más extraña hasta la fecha" gracias al vestuario, maquillaje, y la estética de la década de 1980. Michael Arbeiter de Nerdist estuvo satisfecho con el avance, afirmando, "nada en el MCU hasta ahora puede compararse a la imaginación que esto promete [...] ¿alguna de [las anteriores películas del MCU] se ha sentido tan adherida a lo que siempre conocimos y amamos como el género de aventura?" El teaser fue visto 136 millones de veces en 24 horas, el tercero más alto en ese margen temporal detrás de The Fate of the Furious (139 millones) e It (197 millones). También se convirtió en el tráiler más visto de Disney y Marvel dentro de ese tiempo, superando a La bella y la bestia (127 millones) y Capitán América: Civil War (94 millones), respectivamente. La línea del tráiler de Thor diciendo que él y Hulk son "compañeros de trabajo" fue sugerida a Hemsworth por un niño de Make-A-Wish en una vista al set el día que fue filmada la escena.
Utilería y vestuario de la película estuvieron en exposición en la D23 Expo 2017 junto con escenarios para sacarse fotos. El vestuario también fue expuesto en la Comic-Con de San Diego de 2017, donde Waititi y los miembros del elenco promocionaron la película. Se mostraron clips exclusivos, junto con un nuevo tráiler. Ethan Anderton de /Film sintió que "la combinación de comedia y acción de cómic brillante y vibrante" en el tráiler fue "increíble". Según Haleigh Foutch, de Collider, "me enamoré de este tráiler" y "me apunto" a la película. Germain Lussier de io9 llamó al tráiler "una bola de acción, genialidad, humor y locura de dos minutos y medio que puede ser el tráiler de Marvel más puramente divertido que hemos visto." El póster también lanzado fue bien recibido, con Anthony Couto de Comic Book Resources llamándolo "estupendo", "locamente colorido" y "perfectamente simétrico", y Matt Goldberg de Collider sintiendo que transmite que "esta película de Thor será radicalmente diferente a las otras dos". Debido a la presentación en la Comic-Con, Thor: Ragnarok generó más de 264 000 conversaciones nuevas en las redes sociales entre el 17 y el 23 de julio, más que cualquier otra película en ese periodo de tiempo, según comScore y su servicio PreAct. Continuó siendo la película más discutida en las redes sociales por dos semanas más.
En agosto de 2017, Marvel se asoció con el fabricante de autos Renault en un comercial para el lanzamiento del Kwid en Brasil. Dirigido por Jonathan Gurvit y rodado en São Paulo, muestra a Hulk destruyendo un satélite que se dirige a la ciudad Framestore trabajó en los efectos visuales del comercial, a partir de la base que tenían de trabajar en el personaje en películas anteriores. También en agosto, Marvel, en asociación con Dolby Laboratories, Synchrony Bank, la Asociación Estadounidense para el Avance de la Ciencia (AAAS), Broadcom Masters, y la Society for Science & the Public, anunciaron el "Desafío Superpoder de CTIM", dirigido a mujeres de entre 15 y 18 años en campos de CTIM (ciencia, tecnología, ingeniería y matemáticas), para "crear un proyecto original de hágalo usted mismo que otros puedan replicar" y "ayudar a su familia, comunidad o el mundo a ser más seguro, saludable o feliz". Cinco ganadoras asistirían al preestreno de la película, recibirían un tour de Walt Disney Studios y una cuenta de ahorro de $500 de Synchrony Bank, con una ganadora del gran premio asistiendo a "una tutoría inmersiva de tres días en Nueva York con Disney Imagineering" para crear un "video a nivel profesional enseñándole a otros jóvenes como recrear" su proyecto ganador. También recibieron la oportunidad de demostrar el proyecto en Good Morning America.
Para la semana del 21 de agosto, Ragnarok nuevamente tuvo la mayor cantidad de conversaciones en redes sociales según comScore y su servicio PreAct. Nuevos clips de Thor y Hulk luchando, estrenados el mismo día que la pelea entre Floyd Mayweather Jr. y Conor McGregor, ayudó a generar las 57 000 nuevas conversaciones de la semana. Del 25 de septiembre al 15 de octubre, Ragnarok tuvo la segunda mayor cantidad de conversaciones de redes sociales según el servicio, y fue otra vez la primera en la semana del octubre de 2016 luego del estreno de clips extendidos y detalles de la trama. Comenzando el 6 de octubre de 2017, Disney California Adventure mostró un vistazo de la película en el Sunset Showcase Theater en Hollywood Land, presentado en 3D con "efectos especiales dentro de la sala". Antes del estreno de la película en Estados Unidos, Hemsworth, Hiddleston, Blanchett, Goldblum, Ruffalo y Thompson aparecieron con James Corden en The Late Late Show with James Corden para presentar una versión "4D" de la película, que en realidad era una obra teatral. El reparto interpretó varias escenas de la película en vivo con vestuario de bajo presupuesto y puntales de cartón. Los asociados promocionales adicionales incluyen Red Robin, United Healthcare y Screenvision Media.

## Estreno

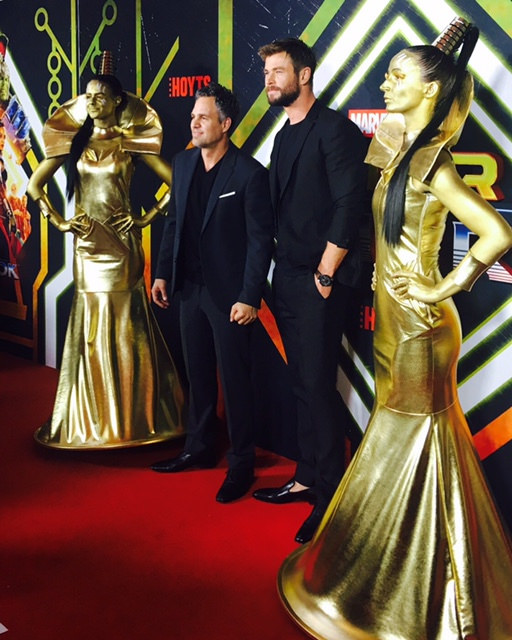
Mark Ruffalo (centro izquierda) y Chris Hemsworth (centro derecha) en la premier de Sídney de Thor: Ragnarok.

Thor: Ragnarok tuvo su premier mundial en el Capitan Theatre en Los Ángeles el 10 de octubre de 2017. y su premier australiana se llevó a cabo el 13 de octubre, en Gold Coast. Se estrenó en el Reino Unido el 24 de octubre de 2017, con estrenos internacionales adicionales el 25 de octubre, y en Australia el 26 de octubre. La película se estrenó en los Estados Unidos y Canadá el 3 de noviembre, en 4080 salas, de las cuales más de 3400 eran 3D, 381 eran IMAX y IMAX 3D, y 204 eran D-Box. Se proyectó en 1187 cines IMAX mundialmente, que fue un récord de primer fin de semana de noviembre. Originalmente iba a estrenarse el 28 de julio de 2017.

### Formato casero
Thor: Ragnarok fue lanzada en descarga digital por Walt Disney Studios Home Entertainment el 20 de febrero de 2018, y en Ultra HD Blu-ray, Blu-ray, DVD y On-Demand el 6 de marzo. Los lanzamientos digital y en Blu-ray incluyen contenido de detrás de escenas; comentario de audio; escenas eliminadas; bloopers; y Team Darryl, una continuación de los cortos falsos documentales Team Thor y Team Thor: Part 2, en el cual el Gran Maestro se muda con Darryl después de que Thor se va. En una de las escenas eliminadas, Michael Rooker aparece como Yondu, repitiendo su papel de las dos primeras películas de Guardianes de la Galaxia. James Gunn, guionista y director de las películas de Guardianes, aclaró que la aparición del personaje nunca tuvo la intención de aparecer en la película final, y que Rooker estaba en un set cercano grabando material para la variante de Halloween de la atracción temática Guardians of the Galaxy – Mission: Breakout! y decidió pasar por el set de Ragnarok "para pasar el rato".
La película estuvo en el primer puesto de las ventas generales de discos de NPD VideoScan durante su primera semana de estreno, que cuenta ventas de unidades de DVD y Blu-ray combinadas, y una lista dedicada a ventas de Blu-ray. Este último formato formó un 83% de las ventas por unidad, con 11% viniendo de Ultra HD Blu-ray. Thor: Ragnarok también quedó segunda en la lista de rentas de Media Play News, detrás de Coco. En su segunda semana, la película cayó al segundo puesto en la lista de NPD VideoScan, detrás de Liga de la Justicia, pero subió al primer lugar en la lista de rentas de Media Play News.

## Recepción

### Taquilla
Thor: Ragnarok recaudó $315,5 millones en los Estados Unidos y Canadá, y $538,9 millones en otros territorios, para un total mundial de $854 millones. En septiembre de 2017, una encuesta de Fandango indicó que Ragnarok era la películas más anticipada del otoño norteamericano. En el fin de semana del 3 de noviembre de 2017, la película ganó $25,4 millones de funciones IMAX, superando a Doctor Strange como el mayor para un fin de semana de noviembre. La película había recaudado $650,1 millones globalmente, superando las recaudaciones totales de Thor ($449,3 millones) y Thor: The Dark World ($644,6 millones), para el fin de su tercer fin de semana. Se convirtió en la novena película más taquillera de 2017. Deadline Hollywood calculó que la ganancia neta de la película fue de $174,2 millones, contando presupuestos de producción, publicidad, participación de talento y otros costos, contra las recaudaciones de taquilla y ganancias secundarias de venta casera, colocándola octava en su lista de "superproducciones más valiosas" de 2017.
Thor: Ragnarok ganó $46,8 millones en su día de estreno en los Estados Unidos y Canadá (incluyendo $14,5 millones de funciones de jueves por la noche), y tuvo una recaudación total de $122,7 millones ese fin de semana, siendo la más recaudadora en este, el sexto mejor estreno de noviembre, y el más alto de todas las películas de Thor. IMAX contribuyó $12,2 millones, siendo el segundo mejor estreno de 2017 en el formato y el tercero de noviembre. Las ganancias de la película el domingo ($32,1 millones) llevaron al segundo mejor domingo de noviembre después de Los juegos del hambre: en llamas (2013, $34,5 millones). La película estaba proyectada para una recaudación de $100–125 millones en su primer fin de semana. Ragnarok permaneció en el primer puesto en su segundo fin de semana, habiendo ganado un total de $211,6 millones, que superó todo lo recaudado por Thor ($181 millones) y The Dark World ($206,4 millones). En su tercer fin de semana, Thor: Ragnarok cayó al tercer puesto en taquilla, y al cuarto en su cuarto y quinto fines de semana. La película superó su proyección de recaudación local total de $280 millones en su quinta semana con $291,4 millones, Thor: Ragnarok fue quinta en su sexto fin de semana, y séptima en su séptimo fin de semana, el último en el que permaneció entre los diez primeros.
Fuera de los Estados Unidos y Canadá, la película se estrenó en 36 mercados en su primer fin de semana, tomando el primer puesto en todos ellos, y ganando $109,1 millones, $6 millones de los cuales provinieron de 189 pantallas IMAX. El estreno de Reino Unido ($16,2 millones) fue el mejor de octubre para una película fuera de la franquicia de James Bond. Corea del Sur ($15,7 millones), Australia ($8,4 millones), Brasil ($8,1 millones), Indonesia ($5,5M), Taiwán ($5,4M), las Filipinas ($3,8M), Malasia ($3,5M), Nueva Zelanda, Vietnam, Argentina, Colombia, Chile, Bosnia, Bulgaria, Croacia y Sudáfrica tuvieron el mejor fin de semana de estreno de octubre, mientras que Francia ($7,7 millones) tuvo el segundo mejor. Brasil también tuvo el tercer mejor debut para una película de UCM, mientras que el estreno en Nueva Zelanda fue el mayor de 2017. En su segundo fin de semana, Ragnarok se estrenó en primer lugar en 19 mercados más, con el mayor estreno de noviembre de la historia en China ($56,3 millones). También permaneció en el primer puesto en varios mercados existentes. La película ganó $13,2 millones adicionales de 788 pantallas IMAX, el mejor estreno de noviembre. En su tercer fin de semana, la película permaneció en primer lugar en más de 30 países, y se convirtió en la película de superhéroes más taquillera en la República Checa. Para su quinto fin de semana, Ragnarok se había convertido en la película de superhéroes más recaudadora en Europa central y oriental. Hasta el 10 de diciembre de 2017, los mayores mercados de la película fueron China ($112 millones), el Reino Unido ($40,4 millones) y Corea del Sur ($35,1 millones).

### Crítica
El recopilador de críticas Rotten Tomatoes informó un porcentaje de aprobación del 93% basado en 440 reseñas, con un puntaje promedio de 7,6/10. El consenso crítico del sitio dice, "Emocionante, divertida, y sobre todo entretenida, Thor: Ragnarok es una colorida aventura cósmica que establece un nuevo estándar para su franquicia—y el resto del Universo cinematográfico de Marvel." Metacritic, que usa una media ponderada, le asignó una puntuación de 74 de 100 basada en 51 críticos, indicando "reseñas generalmente favorables". Las audiencias encuestadas por CinemaScore le dieron a la película una nota promedio de "A" en una escala entre A+ y F, siendo la mejor de la serie de Thor, mientras que PostTrak informó que los espectadores le dieron un puntaje positivo de 90% y una "recomendación definitiva" de 85%.
Sheri Linden de The Hollywood Reporter elogió el manejo de Waititi de "la extravaganza generada por computadora del choque de mundos", en particular por el tono más ligero que trajo, con "incluso los villanos centrales de la historia [siendo] tontamente divertidos, sobre todo Cate Blanchett y Jeff Goldblum." Alonso Duralde de TheWrap escribió, "Tanto las bromas como las peleas, cabe notarse, son excelentes, así que sea que vayas a películas de superhéroes por la lustrosa evasión o la palpitante acción, valdrá el precio de tu gaseosa grande." Peter Travers de Rolling Stone le dio a la película tres estrellas de cuatro, describiéndola como "lo mejor que lo pasarás en una película de Marvel" y elogiando el tono distinto y la dirección de la película en favorable comparación con Guardianes de la Galaxia. Mick La Salle de The San Francisco Chronicle aclamó las actuaciones de Hemsworth, Hiddleston, Blanchett, Thompson, Goldblum y Ruffalo, sintiendo que la película "tiene confianza en sus personajes y en su propia invención, evitando así repetirse y permanecer fresca".
Richard Roeper del Chicago Sun-Times elogió de manera similar a la película, llamando a las actuaciones del reparto coral "sobresalientes" y a la dirección de Waititi "disparatada, cursi y maravillosamente autorreferencial". También dijo que la banda sonora utilizada en la escena de la batalla final, en particular "Immigrant Song" de Led Zeppelin, estuvo "perfectamente sincronizada". Matt Zoller Seitz de RogerEbert.com le dio a la película tres estrellas de cuatro, en una comparación positiva de la actuación de Hemsworth con Cary Grant: "El carisma de Hemsworth sostiene a Thor: Ragnarok siempre que amenaza con separarse". Justin Chang de Los Angeles Times elogió la actuación de Blanchett como Hela, haciendo una comparación de la interpretación de su personaje con otros villanos icónicos como Maléfica y Chernabog, y los temas y tono similares de la película a Flash Gordon, Star Wars (1977) y Willy Wonka & the Chocolate Factory. Robbie Collin de The Daily Telegraph le dio a la película cuatro estrellas de cinco, aclamándola como "una de las mejores películas [de Marvel] hasta la fecha", elogiando las actuaciones y describiendo la banda sonora de Mark Mothersbaugh como "turbo cargada". Michael Phillips del Chicago Tribune elogió las actuaciones de Hiddleston y Thompson como "maravillosamente correspondidas". También notó un estilo de dirección similar de Waititi a la "obra paródica" de Edgar Wright y calificó a la película de "inusualmente animada y optimista", aunque reconoció efecto de un "factor de fatiga de Marvel" hacia la audiencia.
Peter Debruge de Variety llamó a la película "absurda", pero elogió la actuación de Goldblum. Stephanie Zacharek de la revista Time afirmó negativamente que "Thor: Ragnarok está colmada de vehículos espaciales y ruidosas batallas de rayos, pero el extravagante exceso de la película es más adormecedor que energizante." Zacharek añadió que "Incluso el pobre Thor parece perdido en ella, y debería ser la estrella", criticando los efectos visuales de la película como "un ejemplo de exceso de diversión" y "un coma de efectos especiales". Manohla Dargis de The New York Times llamó a la historia "una maraña poco interesante de riñas, maquinaciones y útiles coincidencias", pero sintió que Hemsworth "se ve más feliz y mucho más relajado en Ragnarok que en las entregas anteriores de Thor, que es quizás el verdadero logro de Waititi aquí."

### Premios y nominaciones
| Año  | Premio                                           | Categoría                                                      | Receptor(es)                                                                        | Resultado     | Ref(s)          |
| ---- | ------------------------------------------------ | -------------------------------------------------------------- | ----------------------------------------------------------------------------------- | ------------- | --------------- |
| 2017 | Premios de Críticos de Cine de Washington D. C.  | Mejor interpretación por captura de movimiento                 | Taika Waititi                                                                       | Nominado      | [ 220 ]         |
| 2018 | Golden Tomato Awards                             | Mejor estreno de 2017                                          | Thor: Ragnarok                                                                      | Décimo puesto | [ 221 ]         |
| 2018 | Golden Tomato Awards                             | Mejor película basada en un cómic/novela gráfica de 2017       | Thor: Ragnarok                                                                      | Tercer puesto | [ 221 ]         |
| 2018 | Premios de la Crítica Cinematográfica            | Mejor película de acción                                       | Thor: Ragnarok                                                                      | Nominada      | [ 222 ]         |
| 2018 | Premios de la Crítica Cinematográfica            | Mejor actor de comedia                                         | Chris Hemsworth                                                                     | Nominado      | [ 222 ]         |
| 2018 | Premios de la Crítica Cinematográfica            | Mejores efectos visuales                                       | Thor: Ragnarok                                                                      | Nominada      | [ 222 ]         |
| 2018 | NAACP Image Awards                               | Mejor actriz de reparto en una película                        | Tessa Thompson                                                                      | Nominada      | [ 223 ] [ 224 ] |
| 2018 | NAACP Image Awards                               | Mejor actor de reparto en una película                         | Idris Elba                                                                          | Ganador       | [ 223 ] [ 224 ] |
| 2018 | Visual Effects Society Awards                    | Mejor dirección de fotografía virtual en un proyecto fotorreal | Hubert Maston, Arthur Moody, Adam Paschke, Casey Schatz por "Valkyrie's Flashback"  | Nominados     | [ 225 ]         |
| 2018 | Visual Effects Society Awards                    | Mejor composición en una película fotorreal                    | Gavin McKenzie, David Simpson, Owen Carroll, Mark Gostlow por "Bridge Battle"       | Nominados     | [ 225 ]         |
| 2018 | Premio del Sindicato de Diseñadores de Vestuario | Excelencia en una película de ciencia ficción/fantasía         | Mayes C. Rubeo                                                                      | Nominado      | [ 226 ]         |
| 2018 | Premios Empire                                   | Mejor película                                                 | Thor: Ragnarok                                                                      | Nominada      | [ 227 ]         |
| 2018 | Premios Empire                                   | Mejor película de ciencia ficción/fantasía                     | Thor: Ragnarok                                                                      | Nominada      | [ 227 ]         |
| 2018 | Premios Empire                                   | Mejor director                                                 | Taika Waititi                                                                       | Nominado      | [ 227 ]         |
| 2018 | Premios Empire                                   | Mejor actriz revelación                                        | Tessa Thompson                                                                      | Nominada      | [ 227 ]         |
| 2018 | Premios Empire                                   | Mejor diseño de producción                                     | Thor: Ragnarok                                                                      | Nominada      | [ 227 ]         |
| 2018 | Premios Empire                                   | Mejores efectos visuales                                       | Thor: Ragnarok                                                                      | Nominado      | [ 227 ]         |
| 2018 | Premios Empire                                   | Mejor diseño de vestuario                                      | Mayes C. Rubeo                                                                      | Nominado      | [ 227 ]         |
| 2018 | Premios Empire                                   | Mejor peinado y maquillaje                                     | Thor: Ragnarok                                                                      | Nominado      | [ 227 ]         |
| 2018 | MTV Movie & TV Awards                            | Ladrón de escena                                               | Taika Waititi                                                                       | Nominado      | [ 228 ]         |
| 2018 | MTV Movie & TV Awards                            | Mejor pelea                                                    | Chris Hemsworth vs. Mark Ruffalo                                                    | Nominados     | [ 228 ]         |
| 2018 | Premios Saturn                                   | Mejor película basada en un cómic                              | Thor: Ragnarok                                                                      | Nominada      | [ 229 ]         |
| 2018 | Premios Saturn                                   | Mejor actriz de reparto                                        | Tessa Thompson                                                                      | Nominada      | [ 229 ]         |
| 2018 | Premios Hugo                                     | Mejor presentación dramática, largometraje                     | Thor: Ragnarok (Eric Pearson, Craig Kyle, Christopher Yost, Taika Waititi)          | Nominados     | [ 230 ]         |
| 2018 | Teen Choice Awards                               | Mejor villano de película                                      | Cate Blanchett                                                                      | Nominada      | [ 231 ]         |
| 2018 | Teen Choice Awards                               | Mejor ladrón de escena                                         | Taika Waititi                                                                       | Nominado      | [ 231 ]         |
| 2018 | Teen Choice Awards                               | Mejor ladrón de escena                                         | Tom Hiddleston                                                                      | Nominado      | [ 231 ]         |
| 2018 | Teen Choice Awards                               | Mejor película de ciencia ficción                              | Thor: Raganrok                                                                      | Nominada      | [ 231 ]         |
| 2018 | Teen Choice Awards                               | Mejor actor de película de ciencia ficción                     | Chris Hemsworth                                                                     | Ganador       | [ 231 ]         |
| 2018 | Teen Choice Awards                               | Mejor actor de película de ciencia ficción                     | Mark Ruffalo                                                                        | Nominado      | [ 231 ]         |
| 2018 | Teen Choice Awards                               | Mejor actriz de película de ciencia ficción                    | Tessa Thompson                                                                      | Nominada      | [ 231 ]         |
| 2018 | Hollywood Professional Association               | Mejores efectos visuales - Película                            | Thor: Ragnarok (Kyle McCulloch, Alexis Wajsbrot, Ben Loch, Harry Bardak/Framestore) | Nominados     | [ 232 ]         |

## Futuro
Para el estreno de Ragnarok, Waititi y Marvel habían discutido un posible spin-off Marvel One-Shot siguiendo a los personajes de Korg y Miek, pero era inviable debido al compromiso de Marvel de producir tres largometrajes al año. Feige dijo que Marvel todavía tenía planes para esos personajes, pero no especificó. En enero de 2018, Hemsworth indicó su interés en seguir interpretando a Thor, a pesar de su contrato con Marvel Studios programado para finalizar después de Avengers: Endgame, el mes siguiente dijo que "si aparece otro gran guion" consideraría interpretar al personaje de nuevo, y luego añadió, "Interpretaría a este personaje por tanto tiempo como me dejen," dándole crédito a Waititi por revitalizar su interés en Thor. Para entonces, Hemsworth y Waititi habían discutido lo que querrían en una posible cuarta película de Thor. En abril de 2019, Thompson dijo que se había planteado una secuela de Ragnarok con el regreso de Waititi.